# 泰诺摩尔陨石坑

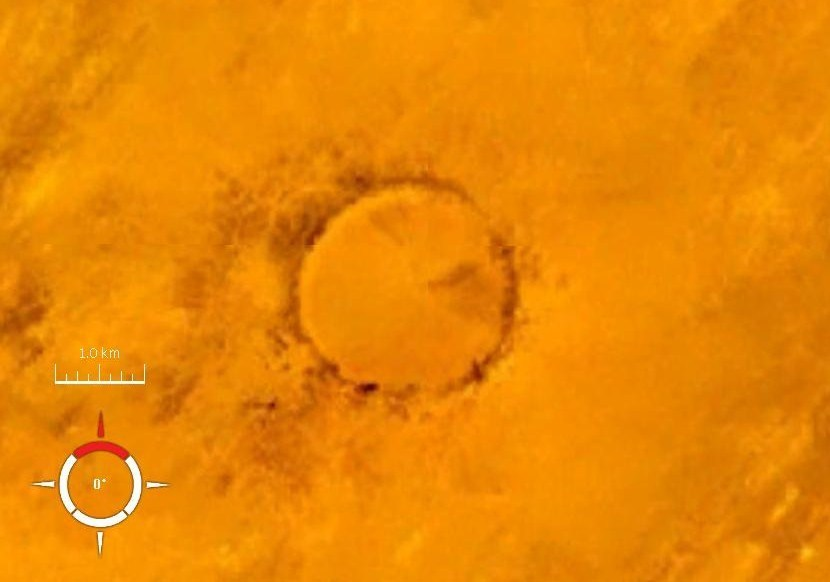
Landsat系列衛星拍攝的泰诺摩尔陨石坑影像，來自NASA World Wind螢幕截圖。

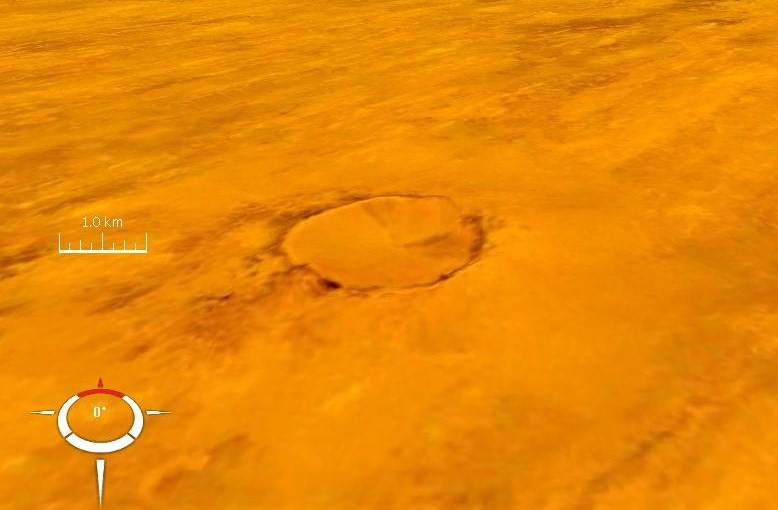
加上数字地面模型的Landsat系列衛星拍攝的泰诺摩尔陨石坑斜視影像（高度放大為原來的3倍，來自NASA World Wind螢幕截圖。

泰诺摩尔陨石坑（Tenoumer）是一個位於非洲茅利塔尼亞的撞擊坑。

## 概要
泰诺摩尔陨石坑位於撒哈拉沙漠西部，直徑1.9公里，約21,400 ± 9,700年前更新世時形成。
泰诺摩尔陨石坑暴露在地表，並且其形狀是接近正圓的。隕石坑邊緣高度坑底高110公尺，但是坑底被大約200到300公尺厚的沉積岩覆蓋。
泰诺摩尔陨石坑在由片麻岩和花崗岩組成的前寒武紀準平原上形成，並且表面被上新世的薄層沉積岩覆蓋。在隕石坑外發現了玄武岩和流纹英安岩，因此有人假設它是火山活動形成的。而坑外發現了基底岩石讓科學家相信它是因為撞擊事件而形成。

## 外部連結
- Nasa - Image of the Day February 17, 2008 （页面存档备份，存于）
- Meteorite impact structures
- Additional Images of Tenoumer crater （页面存档备份，存于）

22°55′5″N 10°24′27″W / 22.91806°N 10.40750°W